# Marvel Boy
Marvel Boy è una serie di personaggi dei fumetti della Marvel Comics, nonché delle precedenti compagnie Timely Comics e Atlas Comics.

## Storia dei personaggi

### Martin Burns
Il primo Marvel Boy appare in due storie edite dalla Timely Comics: la prima, realizzata da Joe Simon e Jack Kirby, è stata pubblicata nel giugno 1940 sul numero 6 di Daring Mystery Comics della Timely; la seconda sul numero 7 di USA Comics (febbraio 1943), con testo e disegni di Bob Oksner. Sebbene in entrambe le storie il protagonista abbia il solito nome (Martin Burns), differiscono nelle modalità in cui il protagonista riceve i suoi poteri: nella prima è la reincarnazione di Ercole, mentre nella seconda viene per caso ferito dalla mummia dello stesso semidio.
Indossando il suo costume, fu battezzato Marvel Boy e si precipitò in azione per fermare un'auto carica di spie naziste che erano appena entrate clandestinamente nel paese a bordo di un U-Boat. Catturandoli, apprese che i loro capi si trovavano a Washington D.C. e si stavano preparando per il giorno in cui avrebbero attaccato l'America dall'interno. Lasciando le spie catturate per l'FBI, Marvel Boy si precipitò a Washington D.C. e distrusse l'operazione, lasciando anche le menti per le autorità.
Il giorno dopo, Martin riprese la sua vita normale di timido scolaro, i suoi genitori beatamente ignari del coinvolgimento del figlio nella cattura delle spie quando la storia raggiunse la stampa il giorno successivo. 
Le successive avventure di Marvel Boy rimangono non registrate e il suo destino finale non viene rivelato.

### Robert Grayson
Il secondo Marvel Boy debutta nel dicembre 1950, in una rivista omonima pubblicata da Atlas Comics che cambierà titolo a partire dal terzo numero, diventando Astonishing; le storie di Marvel Boy appariranno fino al numero sette. Il primo numero è stato disegnato da Russ Heath, mentre i seguenti da Bill Everett.
Robert Grayson è il figlio adolescente di uno scienziato che nel 1934, dopo la morte della moglie e della figlia, uccise da nazisti, decide di scappare dalla Terra a bordo di una nave spaziale ad energia atomica; arrivato su Urano, viene accolto dagli abitanti del pianeta (identificati in seguito, tramite retcon, come una colonia di Eterni). Nel 1950 Robert decide di tornare sulla Terra, dove combatte il crimine grazie ai suoi poteri fisici, telepatici e alla possibilità di lanciare raggi energetici grazie ad un paio di bracciali.
In seguito, Marvel Boy sembrerà impazzire una volta venuto a sapere che la colonia di Uranio fu distrutta; tornato nuovamente sulla Terra con il nome di "Crociato", questa volta con intenti malvagi, morirà esplodendo durante uno scontro con i Fantastici Quattro (numero 165, dicembre 1975). Nel 2006, nella miniserie Agenti dell'Atlas, verrà rivelato che non si trattava del vero Grayson, bensì di un Eterno con le sue fattezze e dotato di un altro paio di bracciali (ovvero le "Bande Quantiche"), che hanno causato la sua follia.

### Vance Astrovik
Il mutante Vance Astrovik, prima di prendere il nome di Justice, si è unito al gruppo dei New Warriors adottando il nome di "Marvel Boy".
Il padre di Vance, che da bambino era stato picchiato per la sua omosessualità, crebbe come un uomo amareggiato. Quando scoprì le abilità mutanti di Vance, si rivoltò contro di lui nello stesso modo in cui aveva fatto suo padre, chiamandolo "mostro" e abusando di lui. Alla fine, Vance si scagliò contro suo padre con un assalto telecinetico, uccidendolo accidentalmente.  Vance fu giudicato colpevole di omicidio colposo e inviato alla struttura federale per super-umani nota come Vault.  Vance scontò la sua pena nel dovuto rispetto per la legge, aiutando anche le guardie carcerarie durante una rivolta, e sviluppò anche un'amicizia con una delle guardie. Quando uscì di prigione, ebbe una nuova visione della vita e si ribattezzò il più maturo Justice.
Vance alla fine prese il controllo dei New Warriors come leader della squadra. 
Quando Angelica scoprì che i suoi poteri basati sul microonde la stavano rendendo sterile, fu un duro colpo per entrambi, poiché entrambi avevano preso in considerazione un futuro matrimonio. Infatti, Angelica ha chiesto a Vance di sposarlo e lui ha accettato.
Dopo aver dimostrato le sue abilità di leader con i Warriors, Vance e Firestar furono coinvolti nella Morgan Conquest quando il loro compagno di squadra, l'ex Avenger Rage, fu attaccato dai demoni di Morgan Le Fay. Sorprendentemente, quando i Vendicatori erano tutti sotto l'incantesimo di Morgan e credevano di essere membri della Vendetta della Regina, Vance ne uscì quando Capitan America cercò di tirare fuori i Vendicatori "più veri" e "più forti". Più tardi, mentre si decideva la nuova squadra, Vance e Angelica presero l'iniziativa e diedero la caccia e arrestarono Whirlwind, che aveva eluso i Vendicatori. Per questi motivi, lui e Angelica sono stati portati nella squadra come riservisti. 
Dopo aver svolto diverse missioni, e sentendosi di gran lunga inferiore a unirsi alla stessa lega dei suoi idoli, Vance fu eletto membro a pieno titolo. Cercando continuamente di mettersi alla prova, Justice alla fine ha vinto le sue insicurezze durante la battaglia dei Vendicatori con il robot Ultron. Aveva ricercato i file dei Vendicatori, scoprendo un nuovo mezzo per sconfiggere Ultron e usarlo per aiutare i Vendicatori a distruggerlo. Dopo aver visto il tumulto emotivo che Hank Pym e Wasp hanno attraversato nella battaglia, Vance ha finalmente iniziato a considerare i Vendicatori come persone piuttosto che icone ed è diventato più rilassato nel lavorare con la squadra. 
Poco dopo, Vance e Firestar lasciarono il servizio attivo, presumibilmente per esplorare la loro relazione.  In realtà, fu chiesto loro di infiltrarsi segretamente nel quartier generale dell'Intesa Trina, il cui leader, Jonathan Tremont, stava attaccando surrettiziamente l'immagine pubblica dei Vendicatori a proprio vantaggio. Vance e Firestar scoprirono la vera causa dell'Intesa: usare le credenze dei suoi membri per alimentare un'astronave per combattere una minaccia cosmica. Hanno aiutato un contingente di Vendicatori a unirsi alla battaglia contro la minaccia, e subito dopo hanno aiutato gli eroi a impedire a Kang, che viaggia nel tempo, di conquistare il mondo. Dopo che le crisi furono evitate, si separarono di nuovo dai Vendicatori. 
Vance ha rotto il fidanzamento dopo aver capito che Angelica non era impegnata a sposarsi così giovane.
Justice e l'ex compagno di squadra Rage hanno appreso che le persone stavano dando la caccia agli ex membri dei New Warriors a causa della colpa percepita per le morti causate da Nitro a Stamford, nel Connecticut, mentre combattevano contro un'incarnazione della squadra. Entrambi cercarono i servizi legali di Jennifer Walters per proteggere gli alleati dei Nuovi Guerrieri, poiché le loro identità erano già state esposte pubblicamente. Alla fine scoprirono che l'ex membro dei New Warriors, Hindsight, era responsabile della persecuzione e dell'esposizione dei loro compagni di squadra, gestendo un sito web che stava lentamente rivelando le identità dei circa venti Warriors rimasti. 
Sia Rage che Justice si rifiutarono di approvare la proposta di legge sulla registrazione dei super-umani. Ciò è ulteriormente evidenziato quando si sono uniti a Captain America's Secret Avengers dopo la morte di Bill Foster. 
Dopo la Guerra Civile, Justice fu reclutato da Iron Man per dirigere il braccio di sensibilizzazione giovanile del programma di formazione per supereroi The Initiative, con sede a Camp Hammond. Vance non era a conoscenza di alcuni degli aspetti più oscuri del programma, e stava diventando sempre più irritato dalle continue osservazioni umilianti e denigratorie del "Sergente Istruttore" Gauntlet sui Nuovi Guerrieri deceduti. Durante questo periodo, Vance iniziò segretamente a frequentare Ultra Girl, una tirocinante dell'Iniziativa ed ex socia dei Nuovi Guerrieri. 
L'indagine personale di Justice sul destino della recluta MVP dell'Iniziativa gli ha aperto gli occhi sulle attività moralmente ambigue dell'Iniziativa, istituita dal direttore di Camp Hammond Henry Peter Gyrich. Come risultato, Justice apparentemente disertò dall'Iniziativa per continuare le sue indagini, e reclutò Ultra Girl, Rage e altri ex Nuovi Guerrieri Debrii e Slapstick per la sua causa. Dopo che un clone di MVP divenne canaglia e lasciò l'Iniziativa con gravi perdite, Justice e questi ex Nuovi Guerrieri informarono ufficialmente Iron Man della loro intenzione di lasciare l'Iniziativa e agire come una forma di supervisione indipendente per il programma; poiché il gruppo era composto da super-umani registrati, Iron Man non fu in grado di agire contro la squadra di Justice a meno che non avessero commesso un atto illegale.
La squadra di Justice, la Counter-Force, in seguito riprese il titolo di Nuovi Guerrieri e divenne il fulcro della Resistenza dei Vendicatori che si opponeva a Norman Osborn durante il suo regno.
Dopo la caduta di Norman Osborn, Henry Pym fondò l'Accademia dei Vendicatori e fece in modo che Justice si unisse come insegnante, insieme a Speedball, Tigra e Quicksilver. Poco dopo che Veil arrivò a scuola, Justice le mostrò l'edificio e Veil sembrò trovarlo attraente.
Justice è stato scelto dal capo del dipartimento narrativo di Orchis, Judas Traveller, come candidato ideale per dimostrare pubblicamente l'efficacia della loro tecnologia di disattivazione del gene X. Coinvolto in un conflitto con l'ex partner Firestar - che agisce come un doppio agente mutante all'interno di Orchis - è stato catturato e depotenziato di fronte a un raduno di stampa e influencer. Firestar è stato in grado di friggere discretamente il circuito all'interno del suo Power Dampener, tuttavia, permettendogli di rompere l'ago e fuggire, creando un disastro di pubbliche relazioni per l'organizzazione. 

### Wendell Vaughn
Wendell Vaughn è un agente dello S.H.I.E.L.D., che in Capitan America n. 217 (gennaio 1978) diventerà Marvel Boy indossando le "Bande Quantiche" (in possesso dello S.H.I.E.L.D. dopo gli eventi di Fantastici Quattro n. 165). In seguito cambierà nome in Marvel Man e, l'anno seguente, diventerà infine Quasar.

### David Bank
David Bank è un mutante che ha preso il nome di Marvel Boy dopo che il precedente Vance Astrovik ha cambiato nome in Justice.

### Noh-Varr
Sebbene non abbia mai utilizzato il nome Marvel Boy, il personaggio di Noh-Varr è stato lanciato nel 2000 in una miniserie con quel titolo.
Noh-Varr era un membro della razza Kree situata nella realtà alternativa della Terra-200080. Ha alterato il suo DNA a tripla elica con geni di scarafaggio per includere le proprietà degli insetti, ed è diventato un super-soldato. 
Si unì alla 18ª Gestalt Diplomatica Kree come Guardiamarina Marvel, un gruppo di peacekeeping incaricato di mantenere il cessate il fuoco tra le razze Kree e Skrull di quella realtà mentre viaggiava a bordo della loro nave, la Marvel. 
Dopo uno scontro con tre Astro-Dei, Noh-Varr e il suo equipaggio si persero nel Multiverso. Mentre tentavano di tornare a casa, finirono per arrivare alla Realtà-616, sopra il pianeta Terra di quell'universo. La loro nave fu abbattuta dal Dr. Mida, un individuo ossessionato dall'ottenimento di poteri sovrumani, nel tentativo di rivendicare la loro spinta stellare alimentata dai raggi cosmici per mutare se stesso. Lo schianto uccise l'intero equipaggio della Marvel, inclusi i genitori di Noh-Varr, Capitan Glory e Star Splendor, e la sua ragazza Merree, ad eccezione dello stesso Noh-Varr, che finì catturato da Mida.
La cattura di Noh-Varr fu di breve durata, poiché fuggì usando le sue abilità potenziate. La sua intelligenza artificiale Plex consigliò a Noh-Varr di rimanere basso, tuttavia, il ragazzo capriccioso aveva in programma di vendicarsi contro l'intera razza umana per il trattamento brutale che il suo equipaggio ricevette all'arrivo nel loro mondo. 
Noh-Varr inviò il suo messaggio di vendetta distruggendo blocchi di edifici a New York, attirando l'attenzione dello S.H.I.E.L.D. e scontrandosi con i loro Bannermen, una battaglia che Noh-Varr avrebbe facilmente vinto con la sua avanzata tecnologia Kree. 
Noh-Varr scoprì presto che un parassita sociale chiamato Hexus (ex prigioniero a bordo della Marvel), era stato scatenato sulla Terra ed era diventato una corporazione senziente decisa a conquistare il mondo intero. Noh-Varr si scontrò con le forze degli Hexus fino a quando non riuscì a distruggerlo accedendo ai suoi segreti aziendali e fornendoli ai suoi concorrenti, schiacciandolo come impresa commerciale e successivamente distruggendolo. 
Il Dr. Mida, ancora alla ricerca del motore a raggi cosmici della nave di Noh-Varr, inviò sua figlia Oubliette Midas, nota anche come la Sterminatrice, a catturare Noh-Varr. Il suo assalto al suo ebbe successo e lo consegnò a suo padre per un violento interrogatorio. Tuttavia, avrebbe presto cambiato idea quando Noh-Varr vide il suo vero volto e la trovò attraente, liberandolo dalle grinfie di suo padre e riportandolo alla sua nave.  Mida li rintracciò entrambi tramite un dispositivo di localizzazione nella maschera dell'Sterminatrice e inviò uno dei Senzamente della Dimensione Oscura che aveva in suo possesso per distruggerli mentre tentava di rivendicare il motore stellare. La Sterminatrice riuscì a decapitare la creatura, mentre Noh-Varr si scontrò con Mida, che aveva appena usato l'impulso dei raggi cosmici per mutare se stesso nell'Uomo Cosmico
Nello scontro finale tra Noh-Varr e Mida, la Sterminatrice usò la testa del Senza Mente per distruggere suo padre. Gli agenti dello S.H.I.E.L.D. successivamente circondarono la nave di Noh-Varr, prendendolo in custodia. La Sterminatrice iniziò un regno di terrore chiedendo la liberazione di Noh-Varr, ma finì incarcerata nella Zattera. Noh-Varr fu poi imprigionato nel Cubo dove dichiarò guerra alla razza umana e giurò di rendere il pianeta Terra parte dell'Impero Kree, vantandosi con il guardiano che il Cubo sarebbe diventato la capitale del suo nuovo Impero Kree entro cinque mesi. 
Durante la sua incarcerazione Noh-Varr fu brevemente visitato dai membri degli Illuminati che cercarono di far cambiare idea a Noh-Varr e gli offrirono la possibilità di guadagnarsi la libertà, con la condizione di cessare la sua ricerca di vendetta.  Successivamente, Noh-Varr fu spezzato e trasformato in un docile assassino, soprannominato Unità di Difesa Mobile 564, dal guardiano. 
Durante la Guerra Civile Superumana, la direttrice dello S.H.I.E.L.D. Maria Hill visitò il Cubo e ordinò al guardiano di inviare Noh-Varr a caccia dei fuggiaschi. Noh-Varr attaccò loro e i Giovani Vendicatori, spezzando il collo di Xavin e abbattendo tutti gli altri membri. La Visione riuscì a far conficcare il suo braccio nel petto di Noh-Varr, ma Noh-Varr lo strappò via e riportò Wiccan, Hulkling, Karolina e Xavin al Cubo con lui. Il braccio di Visione iniziò a interfacciarsi con il suo corpo, il che iniziò a causare problemi. Le forze combinate dei Runaways e dei Young Avengers irruppero nel Cubo per liberare i loro compagni di squadra, e Noh-Varr fu schierato per fermarli. Victor, sapendo che il feedback del contatto con la Visione aveva causato a entrambi delle convulsioni, afferrò Noh-Varr, liberandolo dal controllo mentale del guardiano. Noh-Varr prese quindi il controllo del Cubo.
Durante l'invasione degli Skrull, i sistemi del Cubo e il Plex II (assemblato dai resti di Plex) furono spenti da un virus informatico Skrull.  Fuggendo dalla prigione, Noh-Varr si imbatté nel corpo caduto di Khn'nr, che stava impersonando l'eroe Kree Capitan Marvel. Mentre Khn'nr giaceva morente, chiese a Noh-Varr di salvare la Terra.  Ispirato, Noh-Varr si diresse verso New York e partecipò alla battaglia contro gli invasori Skrull, contribuendo a invertire la tendenza.  Quando la battaglia terminò, Noh-Varr tornò nella sua cella nel Cubo.
Alla fine dell'invasione degli Skrull, il super criminale Norman Osborn divenne un eroe nazionale e il capo della comunità dei superumani. Mentre reclutava una nuova squadra di Vendicatori, Osborn arrivò a Noh-Varr e lo convinse a unirsi alla sua squadra sotto lo pseudonimo di Capitan Marvel.  Dopo la loro prima missione nell'affrontare Morgan Le Fay, Noh-Varr andò a letto con la compagna di squadra Karla Sofen, alias Moonstone. Tuttavia, è rimasto scioccato quando ha appreso da lei che la maggior parte di questi Vendicatori erano composti da criminali che fingevano di essere eroi.  Ha poi abbandonato la squadra. 
Dopo aver lasciato l'impiego di Osborn, fu attaccato dalla Sentinella, ma riuscì a fuggire. Noh-Varr fuggì in un edificio abbandonato con uno dei tanti comunicatori Kree che aveva segretamente costruito durante il suo periodo sulla Terra, nel tentativo di contattare l'Intelligenza Suprema Kree. Un messaggio olografico lasciato dall'Intelligenza Suprema disse a Noh-Varr che le azioni degli Skrull durante l'Invasione Segreta avevano lasciato la Terra in pericolo più che mai e che lui era il nuovo Protettore del pianeta. L'Intelligenza Suprema gli concesse quindi il potere necessario per portare a termine la sua missione sotto forma di una serie di Nega-Band, più avanzate di quelle indossate dall'originale Capitan Marvel. Le bande gli hanno anche fornito un nuovo costume e hanno impedito ai Vendicatori Oscuri di rilevare la sua presenza.
All'insaputa di Noh-Varr, era osservato da Capitan America e Steve Rogers, che stavano cercando di determinare se potesse essere un potenziale alleato contro Osborn. Durante questo periodo Noh-Varr sviluppò anche una storia d'amore con una ragazza di nome Annie.
Dopo l'assedio di Asgard e la caduta di Osborn, il Protettore fu reclutato dai Vendicatori appena riformati per costruire una macchina del tempo poiché ne avevano bisogno per affrontare Kang il Conquistatore. Durante il processo di costruzione, un malfunzionamento ha causato il trasporto di esseri di altre linee temporali in questa. Protettore, Iron Man, Capitan America e Wolverine hanno viaggiato nel futuro mentre il resto della squadra è rimasto nel presente per controllare la situazione.  In seguito, Protector si unì permanentemente ai Vendicatori e rimase con loro durante minacce come il ritorno di Hood e l'attacco del Serpente.
Mentre si stava preparando per una missione nello spazio per intercettare e contenere la Forza Fenice, Noh-Varr ricevette una missione dall'Intelligenza Suprema dell'Impero Kree di questo universo: consegnargliela.  Mentre si trovava nello spazio, Protector rubò un campione che i Vendicatori possedevano della Forza Fenice di cui avevano bisogno per impedire l'avvicinamento dell'entità verso la Terra e lo consegnò ai Kree su Hala. 
Dopo aver appreso dall'Intelligence che i Kree avevano poca o nessuna intenzione di aiutare la Terra a sopravvivere all'annientamento per mano della Fenice, si ribellò e rubò il contenitore che conteneva l'essenza della Fenice schivando gli attacchi dei soldati Kree. Quando i Vendicatori finalmente lo raggiunsero dopo essere quasi scampati a morte certa a causa della manomissione del sistema di guida della loro nave da parte del Protettore, non erano più contenti di Noh-Varr dei Kree. Noh-Varr cercò di chiedere perdono, offrendo il suo aiuto, ma fu rimproverato dai Vendicatori per il suo precedente tradimento e persino minacciato. Quando i Vendicatori lasciarono Hala, lasciarono Noh-Varr bloccato senza le sue Nega-Band.
Poiché non voleva lasciare la Terra, Noh-Varr stabilì una base satellitare in orbita, e iniziò anche una relazione con la giovane eroina Occhio di Falco, lasciando lontana la sua identità di Protettore. Durante questo periodo, è diventato un fan della cultura della Terra, in particolare della sua musica.  Come Marvel Boy, Noh-Varr si unì a Occhio di Falco nell'assistere i suoi ex compagni di squadra degli Young Avengers dal parassita interdimensionale noto come Madre.  Una volta che la madre fu scomparsa, i Giovani Vendicatori decisero di lasciare la Terra per impedire al parassita di tornare, poiché Loki spiegò che non potevano tornare in nessun luogo in cui i loro genitori erano o erano morti o la madre sarebbe stata in grado di tornare. Marvel Boy si unì alla squadra nel loro successivo viaggio attraverso l'universo, mentre Wiccan affinava le sue abilità nella magia per affrontare e sconfiggere Madre una volta per tutte. 
In seguito accompagnò il resto degli Young Avengers al magazzino dove Speed fu rapito, dopo che furono contattati dai Prodigy. Durante il successivo inseguimento del falso Patriota attraverso il multiverso, si imbatterono in numerose dimensioni di mayfly in cui Noh-Varr conquistò la Terra e ne fece la capitale del Nuovo Impero Kree. Durante questo periodo, Noh-Varr decise anche di farsi crescere la barba. 
Noh-Varr in seguito apprese che Leah aveva reclutato le sue ex, Merree, Oubliette e Annie, nella sua squadra anti Young Avengers. Questo gli ha fatto iniziare a mettere in discussione la sua relazione con Kate, ma ha tenuto i suoi pensieri per sé. Più tardi, quando vide un post online di Oubliette che si decantava la barba, decise di radersela
I Giovani Vendicatori sono stati costretti a tornare sulla Terra dopo che Hulkling, che aveva precedentemente lasciato la squadra ed era tornato sulla Terra, è stato ingannato dagli alleati della Madre a tornare a New York, il che le ha permesso di manifestarsi di nuovo in questa realtà. Gli Aiding Mother erano una controparte disadattata degli Young Avengers assemblati da Leah composti dagli ex fidanzati e dalle ex fidanzate della squadra, tra cui Merree, Annie e l'Sterminatrice.  Nel bel mezzo della battaglia contro i malvagi Giovani Vendicatori, Noh-Varr decise di rompere con Occhio di Falco per tornare a Oubliette. Sfortunatamente per lui, fu presto rivelato che tutti i malvagi Young Avengers non erano altro che costrutti alimentati dal senso di colpa di Loki. Una volta che Loki ha ammesso i suoi crimini, tutti i malvagi Giovani Vendicatori sono semplicemente svaniti nel nulla. Noh-Varr ha cercato immediatamente di tornare con Kate, senza successo. 
Successivamente Noh-Varr ha fatto il DJ alla festa di celebrazione della vittoria contro la Madre e della vigilia di Capodanno. Tentò di porre fine alla sua relazione con Occhio di Falco in buoni termini, ma lei gli negò la possibilità.  Rendendosi conto di aver incasinato tutto, Noh-Varr decise di andare avanti e smettere di soffermarsi sul passato.
Dopo l'omicidio dell'osservatore, Hulkling e Prodigy decisero di informare Noh-Varr del coinvolgimento di Exterminatrix, la sua ex. Quando non riuscirono a raggiungerlo telefonicamente, si recarono al suo satellite personale. Insieme riuscirono a intrufolarsi a New York facendo in modo che Hulkling impersonasse Phillip Coulson. Dopo il loro arrivo notarono una civile che non era stata evacuata e la inseguirono in un edificio dove furono aggrediti da The Hood.  Dopo una breve colluttazione, si arrese e spiegò che le persone nell'edificio erano i suoi amici che erano stati colpiti dall'Occhio dell'Osservatore, ma non si fidava dello S.H.I.E.L.D. per aiutarli. Anche se in seguito ha proceduto a prendere in ostaggio Prodigy nel tentativo di costringerlo a costruire un Cerebro. 
Tuttavia, fu rapidamente disarmato da Noh-Varr, ma riuscì comunque a convincere i Giovani Vendicatori del suo piano di utilizzare un Cerebro improvvisato per rimuovere le informazioni in eccesso dai civili. Prodigy creò la macchina e fu soprannominata "Cerebrat" da Hulkling.  Seguirono il piano di Hood fino a quando Noh-Varr scoprì che Hood stava caricando le informazioni su Internet e scoppiò una rissa.  Hood fuggì e gli Young Avengers pensarono di aver perso fino a quando Prodigy rivelò di aver "imbottito" i dati in modo che fosse impossibile per chiunque utilizzarli.
Ora dedito a salvare l'universo, Marvel Boy ha messo gli occhi sulla ricostruzione dell'Impero Kree, allora recentemente decimato.  A tal fine, offrì i suoi servigi alla Famiglia Reale Inumana, offrendole di aiutare Inhumanity a superare le tribolazioni presentate dalla distruzione di tutte le tracce della Nebbia Terrigena, indagando le radici della loro specie nelle rovine di Hala. 
Una volta che la spedizione raggiunse la sua destinazione, Marvel Boy piantò il seme dell'Intelligenza Plex nei resti dell'Intelligenza Suprema. Il processo risultante si concluse con la resurrezione dell'Intelligenza del Plesso, con il materiale assorbito dall'altra Intelligenza Suprema. Grazie all'Intelligenza Plex, Noh-Varr e gli Inumani appresero dell'esistenza dei Primagen, la sostanza da cui derivava Terrigen, che era stata usata dalla razza vecchia di eoni conosciuta come i Progenitori per creare i Kree nello stesso modo in cui i Kree avevano creato gli Inumani. 
Su guida della Plex Intelligence, Noh-Varr e l'equipaggio degli Inumani si recarono su Centauri-IV per indagare sulla Lancia Celeste che era atterrata lì.  L'Inumano Massimo il Pazzo calcolò la traiettoria della Lancia Celeste fino al suo punto di origine, la Fattoria del Mondo del Progenitore. L'equipaggio fu attaccato dai Progenitori non appena si avvicinarono alla loro base, riuscendo a malapena a sopravvivere fino a diventare un deposito di Primagen. Quando gli esploratori furono attaccati da due Progenitori di Classe Sterminatore e Distruttore, Noh-Varr fu immolato, sopravvivendo a malapena grazie allo speciale adattamento dei suoi geni. Noh-Varr fu poi trasportato in una capsula di cristallo creata da Flint con la quale gli Inumani fuggirono dalla Fattoria del Mondo con campioni di Primagen.
Noh-Varr ritornò in seguito sulla Terra per infiltrarsi tra i Signori del Male della West Coast mascherandosi da Graviton; tuttavia, è stato costretto a far saltare la sua copertura per salvare i Vendicatori della West Coast quando sono stati catturati.  Più tardi, tornato alla base dei Vendicatori, spiegò che il motivo per cui era tornato era perché credeva che gli Skrull si nascondessero sulla costa occidentale. Stando così le cose, quando alla fine indagarono sul Tempio del Sole Mutevole, si scoprì che erano in realtà vampiri. 
Dopo la battaglia con i cultisti dei vampiri, Noh-Varr è rimasto intrappolato in una fossa insieme a Fuse, l'attuale fidanzato di Kate, e hanno condiviso un'attrazione reciproca. Dopo essere stato fulminato dai muri, riuscì a gettare Fuse fuori dal buco e fu a sua volta tirato fuori da Quentin.  Dopo essere stato liberato, partecipò alla battaglia finale contro il Tempio del Sole Mutante e fornì a Kate e Clint archi energetici Kree.  Noh-Varr e Fuse, una volta che Kate e Fuse si sono lasciati, hanno iniziato a frequentarsi a un certo punto.
Quando la Sentinella iniziò a guidare le forze del Cancerverse nell'invasione della Zona Negativa, e poi del Posiverse, Mister Fantastic usò la sua Ancora Dimensionale per radunare vari eroi, tra cui Noh-Varr, nella lotta contro le forze del male. In seguito, Bob Reynolds si riunì al Vuoto, mentre Nova si sacrificò per sconfiggere le forze del male.
Mentre i rinati dei dell'Olimpo iniziarono a causare il caos in tutto l'universo, Nova reclutò Marvel Boy in una missione per fermare gli dei furiosi, con il risultato che Noh-Varr si unì agli altri eroi ascoltati da Nova, i Guardiani della Galassia. Durante la missione per infiltrarsi nel Nuovo Olimpo, i Guardiani si imbatterono in un Ercole imprigionato.  missione di distruggere New Olympus fu un successo, anche se l'apparente morte di Star-Lord causò la divisione dei Guardiani.  Marvel Boy rimase con la metà dei Guardiani guidati da Nova. Le due squadre si scontrarono rapidamente su missioni concorrenti che coinvolgevano un dispositivo di conversione dell'energia chiamato D-Type Converter.  risultato della missione, che vide le due squadre raggiungere una tregua, Marvel Boy ed Hercules iniziarono una relazione romantica casuale. 
Durante questo periodo, Noh-Varr si unì anche al Consiglio Galattico come rappresentante della fazione Kree utopica. Durante un'assemblea a bordo del Proscenium, Marvel Boy divenne il principale sospettato dell'omicidio dell'imperatore Zn'rx Stote dopo essere stato scoperto con il corpo solo pochi istanti dopo essersi imbattuto in esso.  L'indagine di Rocket Raccoon scagionò il nome di Noh e rivelò il vero colpevole come l'Anziano dell'Universo chiamato il Profittatore, che si era infiltrato nell'incontro sotto le mentite spoglie di un ambasciatore.  Non molto tempo dopo, Star-Lord sarebbe tornato annunciando i vendicativi Olimpi.  Dopo che i Guardiani sconfissero gli dei pazzi, la squadra fu ufficialmente sanzionata dal Consiglio Galattico come protettori del cosmo. 

## Altri media

### Televisione
Vance Astrovik compare ne I Fantastici Quattro.

### Videogiochi
- Vance Astrovik compare in Marvel: La Grande Alleanza.
- Vance Astrovik compare in Marvel: La Grande Alleanza 2.
- Wendell Vaughn compare in Marvel Future Fight.
- Wendell Vaughn compare in Marvel Mighy Heroes.
- Noh-Varr compare in Marvel Avengers Academy.
- Wendell Vaughn e Noh-Varr compaiono in LEGO Marvel's Avengers.
- Robert Grayson e Vance Astrovik compaiono in LEGO Marvel Super Heroes 2.